# الیشاسن
الیشاسن (به آلمانی: Alleshausen) یک شهرداری در آلمان است که در Biberach واقع شده‌است.

## خصوصیات
الیشاسن ۱۱٫۳۱ کیلومترمربع مساحت دارد ۵۸۵ متر بالاتر از سطح دریا واقع شده‌است.